# روز عادی (ترانه دلارس اریوردن)
«روز عادی» (به انگلیسی: Ordinary Day) ترانه‌ای از دلارس اریوردن و تک‌آهنگ اصلی اولین آلبوم استودیویی او با نام داری گوش می‌دی؟ است که در سال ۲۰۰۷ منتشر شد. مانند چند قطعهٔ دیگر آلبوم، اریوردن این ترانه را با الهام از زندگی شخصی‌اش سروده‌است. «روز عادی» در مورد تولد دختر او، داکوتا است.

## فهرست قطعه‌های تک‌آهنگ
سی‌دی تک‌آهنگ

(5 016073 901002; ۳۰ آوریل ۲۰۰۷)
1. «روز عادی» – ۴:۰۴
2. «بدون تو» – ۴:۰۸
3. «روز عادی» (ویدئو) – ۳:۵۴

تک‌آهنگ ۷ اینچی

(5 016073 901071; ۳۰ آوریل ۲۰۰۷)
1. «روز عادی» – ۴:۰۴
2. «تا ابد» – ۳:۴۰

تک‌آهنگ نسخهٔ آی‌تونز آمریکا

(۱۳ مارس ۲۰۰۷)
1. «روز عادی» – ۴:۰۵
2. «بیوهٔ سیاه» – ۴:۵۶
3. «رها کردن» – ۵:۴۵

## موقعیت در جدول‌های فروش
| چارت موسیقی (۲۰۰۷)                   | بالاترین جایگاه |
| ------------------------------------ | --------------- |
| اولتراتاپ بلژیک (فلاندرز)            | ۱۸              |
| جدول تک‌آهنگ‌های ایرلند                | ۵۰              |
| فدراسیون صنعت موسیقی ایتالیا         | ۲               |
| ترانه‌های ادالت آلترنتیو مجلهٔ بیلبورد | ۲۸              |